# Arnoglossus muelleri
Arnoglossus muelleri es una especie de pez de la familia Bothidae en el orden de los Pleuronectiformes.

## Morfología
• Pueden llegar alcanzar los 21 cm de longitud total.

## Distribución geográfica
Se encuentra desde las  costas de Australia Occidental hasta Tasmania y  Victoria.